# Márcio Valadão
Márcio Roberto Vieira Valadão (Belo Horizonte, 24 de novembro de 1947) é um pastor, escritor, e televangelista brasileiro. É o pastor ex-presidente da Igreja Batista da Lagoinha, uma megaigreja em Belo Horizonte.

## Biografia
Márcio Valadão é casado desde 1 de março de 1975 com Renata de Souza Machado Valadão e pai dos cantores e pastores Ana Paula Valadão, André Valadão e Mariana Valadão.
Convertido ao protestantismo em 1966, Márcio foi ordenado pastor em novembro de 1970.Assumiu como pastor titular da Igreja Batista da Lagoinha em 31 de julho de 1972, então com cerca de trezentos membros, crescendo atualmente para mais de quinhentas igrejas pelo Brasil e outros países.
Sua igreja ganhou destaque nacional e internacional com o grupo Diante do Trono, liderado por sua filha Ana Paula Valadão. Pastor Márcio apresenta o programa de televisão Profetizando Vida, iniciado em 1990 e exibido pela Rede Super, de propriedade da Lagoinha, desde 2002.
Em 2016, Pastor Márcio orou pelo presidente Michel Temer, no seu gabinete em Brasília, em encontro intermediado pelo Senador Magno Malta. Em 2018, foi recebido pelo Jair Bolsonaro e orou pelo presidente eleito. Damares Alves, escolhida por Bolsonaro para o quadro de ministros é membro da Lagoinha.
Recebeu a Medalha Tiradentes, a maior honraria concedida pelo Estado de Minas Gerais, em 2018.